# Gedenkteken Johan Cruijff
Gedenkteken Johan Cruijff is een artistiek kunstwerk in de vorm van een gedenkteken.
In de Amsterdamse wijk Watergraafsmeer herinneren diverse artistieke en bouwkundige kunstwerken aan voetballer Johan Cruijff. Zo zijn er bijvoorbeeld de Muurschildering Johan Cruijff en de Johan Cruijffbrug, beide zijn geplaatst in de wijk Park de Meer, de wijk waar Cruijff voetbalde. De wijk Betondorp waar hij geboren was moest het tot 2021 doen zonder monument. In dat jaar kwam er onder initiatief van de bewoners van die wijk dan eindelijk een gedenkteken voor de voetballer. De bewoners zamelden door middel van een petitie handtekeningen in om hun beweging te ondersteunen en Stadsdeel Oost nam het initiatief over. Kunstenaar Steffen Maas, die in de buurt enige bekend heeft vanwege zijn Rue des Reves, werd gevraagd het monument te ontwerpen. Hij kwam met een constructie opgetrokken uit baksteen; die bakstenen werden overigens ook gestoken in den nieuwe bestrating van het omliggende plein Brink.
Het grootste deel van het beeld bestaat uit een sokkel opgetrokken uit bruin en geel baksteen. Op de strekzijden worden 14 (shirtnummer van Cruijff) en een voetbal weergegeven, op de korte zijden de initialen J en C geplaatst. Het eigenlijke gedenkteken bestaat uit een voetbalschoen opgetrokken uit zwarte en witte bakstenen, een verwijzing naar de Pumaschoenen die Cruijff droeg.
Het beeld zou in december 2021 onthuld worden, maar de lockdowns in het kader van de coronapandemie verhinderden dat.